# Eclipse Aviation

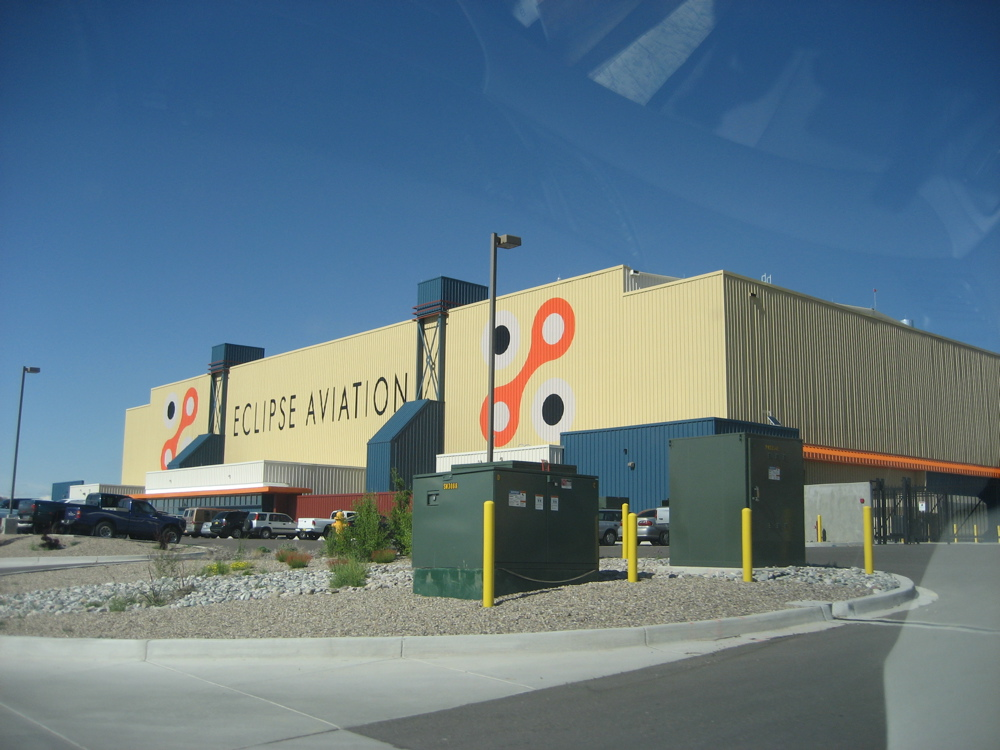
Eclipse Aviation-fabrik i Albuquerque, New Mexico

Eclipse Aviation Corporation var en amerikansk flygplanstillverkare som grundades i Albuquerque, New Mexico.
Företaget grundades 1998 av den före detta Microsoft anställde Vern Raburn. Raburns vänskap med Bill Gates medförde att Bill Gates blev en stor aktieägare i företaget. Företaget inriktade sig på små affärsjetflygplan. Ekonomiska problem ledde till att företaget gick i konkurs 2009..

## Flygplansmodeller
- Eclipse 400 (enmotorig Jetmotor)
- Eclipse 500 (dubbelmotorig Jetmotor)